# Ferdinand Siebigk
Ferdinand Siebigk (* 8. Februar 1823 in Dessau; † 8. Mai 1886 in Zerbst) war ein herzoglich anhaltinischer Verwaltungsbeamter.

## Leben
Siebigks Mutter starb bereits kurz nach seiner Geburt und als 1837 auch noch sein Vater, Landgerichtsrat Friedrich Siebigk starb, wurde General August Ludwig Stockmarr sein Mentor. Durch diesen bestärkt, trat Siebigk 1841 in das dessauische Bundescontingent ein und wurde bereits im darauffolgenden Jahr zum Unterleutnant befördert. Als solcher kam er an die Preußische Kriegsakademie nach Berlin und studierte dort bis zum Frühjahr 1848. In diesen politisch unruhigen Zeiten wurden am 18. März 1848 alle Offiziere in ihre Garnisonen zurückgeschickt um auf jegliche Eskalation vorbereitet zu sein.
Ende 1848 wurde Siebigk zum Oberleutnant befördert und nahm als solcher auch am Feldzug in Schleswig teil. 1851 wechselte Siebigk ins Zivilleben und wurde vier Jahre darauf als Reservist zum Hauptmann a. D. befördert.
Im Verlauf der folgenden Jahre führte die Karriere Siebigk durch verschiedene Finanzverwaltungen. Er konnte sich vom Finanzrat bis hin zum Leiter der Rendantur der herzoglichen Familienfideikommisskasse hochdienen. Parallel dazu verwaltete er im Rang eines Archivrats das Dessauisches Familienarchiv. Bis zu seinem Tod war er auch der verantwortliche Leiter der Nachlasses von Prinz Friedrich August von Anhalt-Dessau. 1871, nach dem Tod seines Arbeitgebers Herzog Leopold IV. Friedrich führte Siebigk alle weit verstreuten Archive im Schloss Zerbst zusammen und stellte sie unter eine eigene Verwaltung. Unterstützt wurde er bei diesem Vorhaben von Minister Alfred von Larisch.
Im Alter von 63 Jahren starb Ferdinand Siebigk am 8. Mai 1886 in Zerbst und fand seine letzte Ruhestätte in seiner Heimatstadt Dessau.
Er heiratete im Jahr 1870 Franziska von Pape (1838–1904), die Tochter des preußischen Generalleutnants Wilhelm von Pape.

## Schriften (Auswahl)
als Autor
- Das anhaltische Reichscontingent in den Türkenkriegen von 1684–1689. Ein Beitrag zur Geschichte des anhaltischen Militärs aus archivalischen Quellen. Baumgarten, Dessau 1854.
- Ein Bild aus Dessaus Vergangenheit. Ein Vortrag. Verlag A. Desbarats, Dessau 1864.
- Catharina der Zweiten Brautreise nach Rußland 1744/45. Eine historische Skizze. Verlag A. Desbarats, Dessau 1873.

als Herausgeber
- Leopold I.: Autobiographie. Dessau 1860.
- Heinrich Lindner: Geschichte und Beschreibung des Landes Anhalt. Historisch, geographisch und statistisch dargestellt. Fliegenkopf-Verlag, Halle 1991 (4 Bde., Nachdr. d. Ausg. 1833).